# Vauquois
Vauquois is een gemeente in het Franse departement Meuse (regio Grand Est) en telt 21 inwoners (2009). 
De plaats maakt deel uit van het kanton Clermont-en-Argonne in het arrondissement Verdun. Voor maart 2015 was het deel van het kanton Varennes-en-Argonne, dat op toen werd opgeheven.

## Geschiedenis
Bekend door de strijd gedurende WO1 om Verdun.
De Duitsers veroverden la Butte de Vauquois op de Fransen op 24 september 1914, waarna de heuvel door de Duitsers veranderd werd in een fort dat werd beschermd door hun artillerie in de er achter gelegen bossen.
Tot maart 1915 werd gevochten om de herovering van de heuvel toen de 11e Divisie van generaal Valdant de zuidelijke helft van het inmiddels volledig in puin geschoten dorp Vauquois heroverde.
Vanaf dat moment begon de stellingenoorlog. De partijen groeven zich in en de strijd verplaatste zich onder de grond.
Aan beide kanten werden tunnels gegraven tot onder de vijandelijke linies, hierin werden grote hoeveelheden explosieven aangebracht die tot ontploffing werden gebracht.
De heuvel van Vauquois (1.500 meter lang en 50 tot 250 meter breed) werd een reusachtig mierennest met ruimtes, schachten, gangen en aftakkingen.
Tot op 26 september 1918 de Amerikanen de heuvel definitief heroverden is er om de heuvel gestreden.

## Geografie
De oppervlakte van Vauquois bedraagt 9,3 km², de bevolkingsdichtheid is dus 2,3 inwoners per km².
De onderstaande kaart toont de ligging van Vauquois met de belangrijkste infrastructuur en aangrenzende gemeenten.

## Demografie
Onderstaande figuur toont het verloop van het inwonertal (bron: INSEE-tellingen).